# Larkman Nunatak
Il Larkman Nunatak è un grande nunatak, cioè un picco roccioso isolato, alto 2.660 m, situato 22 km a est del Mauger Nunatak,  all'estremità sudorientale delle Grosvenor Mountains, catena montuosa che fa parte dei Monti della Regina Maud, in Antartide. 
La denominazione è stata assegnata dalla New Zealand Geological Survey Antarctic Expedition (1961–62) in onore di Alfred Herbert Larkman (1890-1962), ingegnere capo della nave Aurora nella Spedizione Endurance (Imperial Trans-Antarctic Expedition (1914–17), dall'Australia al Mare di Ross, condotta dall'esploratore polare britannico Ernest Shackleton.